# Scars of Possession
Scars of Possession è un cortometraggio muto del 1914 diretto da Roy Clements.

## Trama
Lui, giovane e senza un soldo, salva la vita a lei, ricca appartenente della buona società, donandole il sangue con una trasfusione. Tra i due scoppia l'amore.

## Produzione
Il film fu prodotto dalla Essanay Film Manufacturing Company.

## Distribuzione
Distribuito dalla General Film Company, il film - un cortometraggio in due bobine - uscì nelle sale cinematografiche statunitensi il 27 novembre 1914.